# Nellie Grant

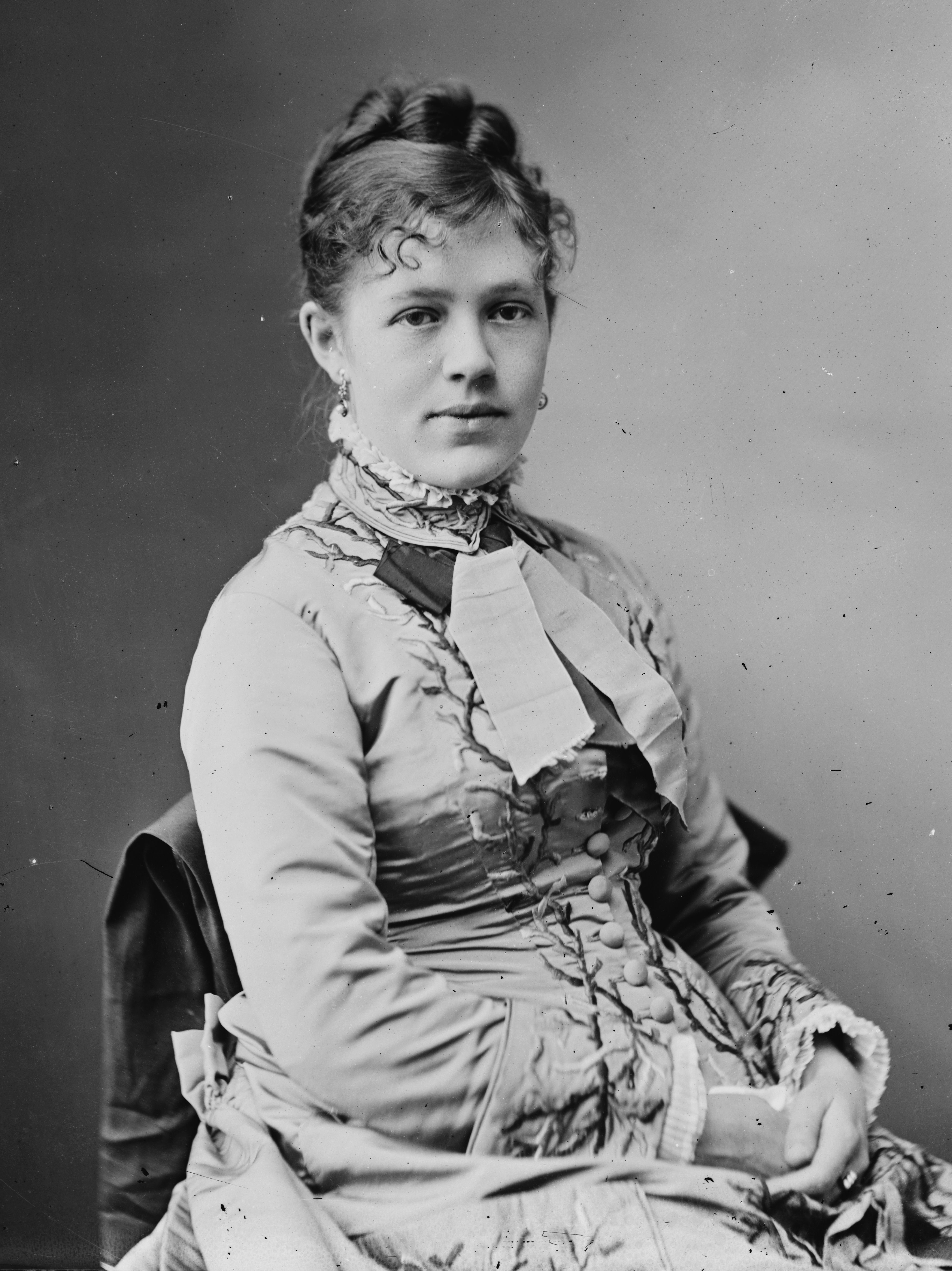
Nellie Grant (zwischen ca. 1870 und ca. 1880)

Nellie Grant, eigentlich Ellen Wrenshall Grant (* 4. Juli 1855 bei Wistonwisch, Missouri; † 30. August 1922 in Chicago Illinois) war die einzige Tochter des 18. Präsidenten der Vereinigten Staaten Ulysses S. Grant.

## Leben
Grant war die Tochter von Ulysses S. Grant und dessen Ehefrau Julia Boggs Dent und hatte noch drei Brüder; darunter General Frederick Dent Grant. Sie wurde auf der Plantage „White Haven“, dem Besitz ihrer Großeltern mütterlicherseits geboren und verbrachte dort ihre Kindheit. Ihre Schulzeit verbrachte sie meistenteils in der Miss Porter’s School (Internat) in Farmington (Connecticut).
Als ihr Vater zum Präsidenten gewählt worden war, zog sie 1869 zusammen mit ihrer Familie nach Washington, D.C. ins Weiße Haus, lebte aber während der Schulzeit in Farmington. Erst 1871 konnte Grant die ungeliebte Schule verlassen und wurde von ihrem Vater zusammen mit mehreren Anstandsdamen nach London gesandt. Anlässlich eines Empfangs im Buckingham Palace von Queen Victoria machte Grant die Bekanntschaft des Konzertpianisten Algernon Charles Sartoris (1851–1893) und verliebte sich in ihn.
Grant heiratete am 21. Mai 1874 im East Room des Weißen Hauses Algernon Charles Sartoris und hatte mit ihm zwei Töchter und zwei Söhne. Diese Hochzeit war (bis heute) eine der wenigen, die im Weißen Haus stattfanden. 

„[Nellie was] probably the most attractive of all the young women who have ever lived in the White House“

Die Hochzeitsreise begann am nächsten Tag mit ihrer Abreise nach New York. Dabei stellte die Pullman Palace Car Company einen Sonderzug zur Verfügung, eine Sonderanfertigung, welche im Jahr zuvor auf der Weltausstellung in Wien gezeigt worden war. Von dort segelte das Paar nach Großbritannien. Von London aus erkundete das Paar Europa. Da mit der Zeit die Alkoholprobleme ihres Ehemannes immer größer wurden und damit seine Einkünfte als Pianist immer geringer wurden, stand die Ehe 1889 vor ihrem Ende. Nellie ließ sich in London scheiden und kehrte mit den vier Kindern in die USA zurück. Grant hatte durch ihre Eheschließung mit einem Engländer die englische Staatsbürgerschaft angenommen und bekam erst durch eine Art Gnadenakt – Lex Nellie – durch den Kongress der Vereinigten Staaten wieder ihre US-amerikanische Staatsbürgerschaft zurück.
Ihr Ex-Ehemann starb an einer Lungenentzündung während eines Kuraufenthalts auf der Insel Capri.
Am 4. Juli 1912, dem Nationalfeiertag der USA, heiratete Grant den Juristen Frank Hatch Jones (1854–1931). Die Hochzeitsfeierlichkeiten fanden auf dem Sommersitz der Familie in Cobourg am Ontariosee (Kanada) statt. Sie starb am 30. April 1922 in Chicago und fand ihre letzte Ruhestätte auf dem Oak Ridge Cemetery in Springfield, Illinois.

## Ehrungen
- Der Schriftsteller Eugene Field verfasste ihr zu Ehren 1885 das Gedicht „Nellie“.

## Werke
- Nellie’s story. Morrow, New York 1981, ISBN 0-688-00475-X (EA unter dem Titel „Nellie“).